# Ferdinand Freiligrath
Ferdinand Freiligrath, né le 17 juin 1810 à Detmold et mort le 18 mars 1876 à Stuttgart, est un écrivain, poète et traducteur allemand.

## Biographie

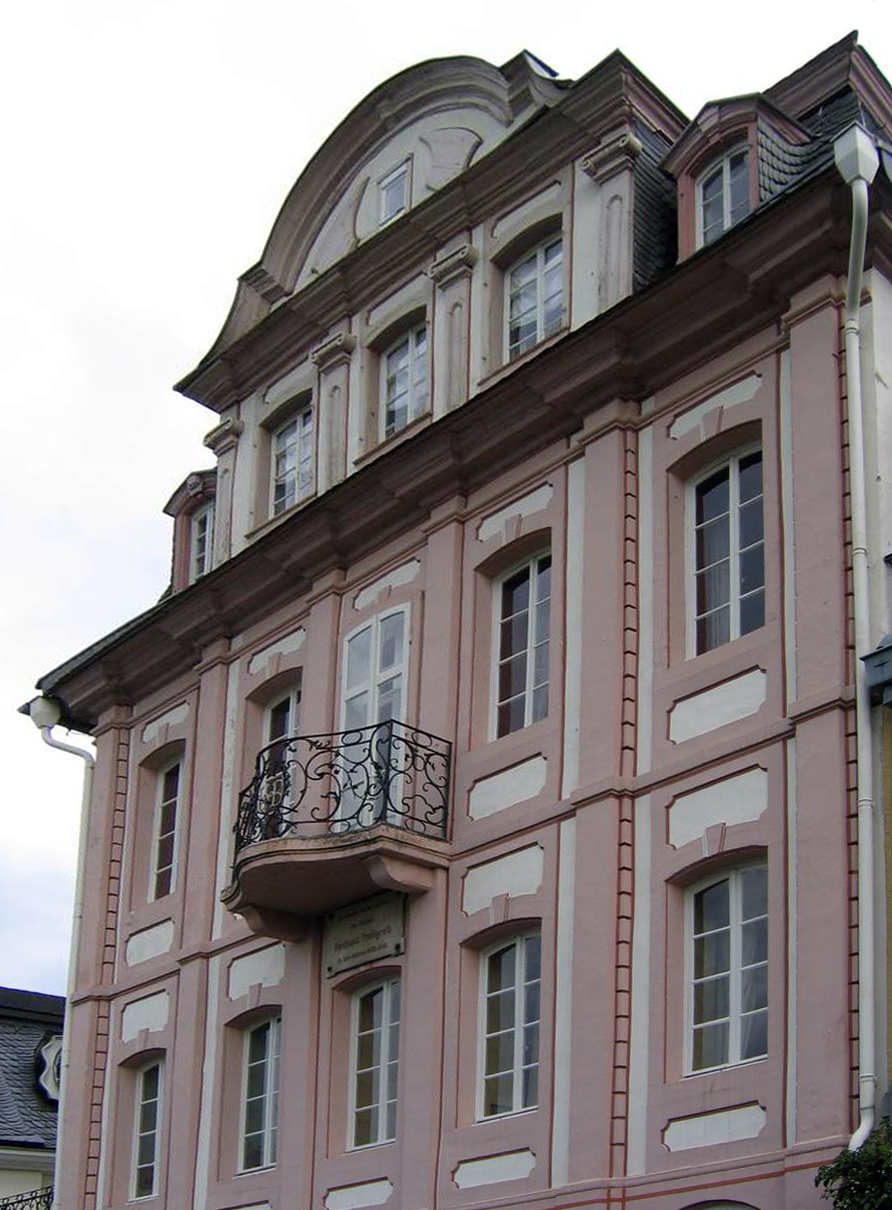
Maison à Unkel, dans laquelle vécut Ferdinand Freiligrath en 1839-1840

Il nait en 1810 à Detmold dans la principauté de Lippe. Il quitte l'école secondaire tôt et est formé pour être vendeur. Il travaille à Amsterdam de 1823 à 1836, époque à laquelle il commence à apprendre le français. En 1837, il devient comptable à Barmen. Puis, il commence à écrire des poèmes pour le Musenalmanach (« L'Almanach des Muses », édité par Adelbert von Chamisso et Gustav Schwab) et le Morgenblatt (la « Feuille du matin », éditée par Cotta).
Son premier recueil de Poèmes est publié en 1838 (Gedichte). Il devient écrivain professionnel en 1839. Ses premiers poèmes sont inspirés des Orientales de Victor Hugo, poèmes qu'il traduit en partie en français. Ces poèmes parlent souvent de sujets exotiques. Par exemple le poème Der Mohrenfürst (« Le Prince des Maures ») raconte la vie d'un prince guerrier noir ; battu à la guerre, il est vendu comme esclave et finit comme tambour dans un cirque. Ce poème est mis en musique par Carl Loewe.
Freiligrath est ami du poète américain Henry Wadsworth Longfellow. En 1842, alors qu'il suit une cure thermale à Boppart, Longfellow est présenté à Freiligrath dans sa maison de Saint-Goar. Freiligrath s'intéresse à la littérature et à la poésie américaine et les deux hommes se rencontrent par la suite en Allemagne et ailleurs. Longfellow présente à Freiligrath des exemplaires de ses livres Hyperion et Ballads and Other Poems. Leur amitié se développe par leur correspondance.
À cause d'une censure politique et encouragé par le poète Hoffmann von Fallersleben, Freiligrath s'intéresse à la politique. Ein Glaubensbekenntnis (« Un Credo ») est publié en 1844 et rencontre un grand succès. Il doit alors quitter l'Allemagne et est contacté par Karl Marx en Belgique. Freiligrath arrive en Suisse en 1844 et publie en 1845 Ça ira !. Après un certain temps passé à Londres, il rentre en Allemagne et travaille pour le Neue Rheinische Zeitung (« Nouveau Journal du Rhin », édité par Karl Marx). En 1847 Franz Liszt met en musique le poème O lieb, so lang du lieben kannst (Amour, aussi longtemps que tu peux aimer). La musique est plus tard réutilisée par Liszt pour son Liebestraum No. 3 (« Rêve d'amour n° 3 »), qui connaîtra une grande célébrité. Pendant la révolution de mars en 1848, il fréquente la résidence de Sophie von Hatzfeldt où Karl Marx est également présent,.
Freiligrath doit encore quitter l'Allemagne en 1851 et il devient le directeur de la branche londonienne de la Schweizer Generalbank (« Banque générale suisse »).
De retour en Allemagne après l'amnistie de 1868, Freiligrath devient nationaliste et publie même un poème patriotique, Hurra, Germania !, inspiré par l'annexion par l'Allemagne de l'Alsace-Lorraine en 1871. Il déclare également que les couleurs du drapeau allemand représentent la poudre à canon pour le noir, la sang pour le rouge, et la lueur du feu pour le jaune.
Freiligrath meurt en 1876.

## Sources

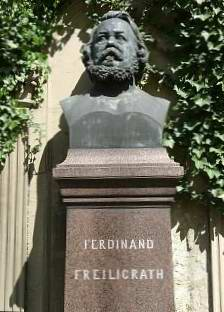
Buste funéraire de Freiligrath, œuvre d'Adolf von Donndorf

- (en) Cet article est partiellement ou en totalité issu de l’article de Wikipédia en anglais intitulé « Ferdinand Freiligrath » (voir la liste des auteurs).